# Сорокино (Белопольский район)
Сорокино (укр. Сорокине) — село,
Искрисковщинский сельский совет,
Белопольский район,
Сумская область,
Украина.
Село ликвидировано в 1988 году .

## Географическое положение
Село Сорокино находится на расстоянии в 0,5 км от села Искрисковщина.
Рядом проходит железная дорога, ближайшая станция Платформа 312 км.

## История
- 1988 — село ликвидировано [1].